# 寄蟎總目
寄蟎總目（Parasitiformes），是蛛形綱蜱蟎亞綱下的一個分類元。
本總目包含了所有蜱蟎類的生物。這個總目的生物大多數都是寄生生物，但並非所有均是。舉例說：總目內約五千種屬於革蟎目的品種都是掠食性生物，牠們隐居在軟土、垃圾堆、腐木、糞便、腐肉、鳥巢或家居的塵埃裡。也有一些品種改以真菌、孢子或花粉作為食糧。植綏蟎（捕植蟎科）在革蟎目佔約15％，被用於生物控制，並取得重大成就（見野草條目）。
寄蟎總目實際上包含幾多品種，到現在還不清楚，因為有不少品種都是屬於隱居性動物，到現在還未有足夠的研究。據估量，現時世上所有寄蟎總目的生物大約有十萬到二十萬個品種，當中只有約1.2萬個品種是有文獻紀錄的。

## 分類
寄蟎總目最初只是一個亞目。根據2004年的分類，本分類元為目級。
2009年，寄蟎目升格成為現時的寄蟎總目，包括有下列四個目：
- 節腹蟎目（Opilioacarida Zakhvatkin, 1952）：只有節腹蟎總科一個總科，下轄34個現存種及兩個化石種
  - 節腹蟎科 Opilioacaridae
- 巨蟎目（Holothyrida Thon, 1905）：下轄約25個現存種，無已知化石種
  - 異蟎科 Allothyridae
  - 巨蟎科 Holothyridae
  - 尼蟎科 Neothyridae
- 真蜱目（Ixodida Leach, 1815）
  - 硬蜱科 Ixodidae
  - 軟蜱科 Argasidae
  - 納蜱科 Nuttalliellidae（英语：Nuttalliellidae）
- 中氣門蟎目（Mesostigmata G. Canestrini, 1891）：又名中氣門目或革蟎目，有超過65個科，可分為下列三個亞目：
  - 綏蟎亞目（Sejida Kramer, 1885）：2个总科
  - 三殖板亞目（Trigynaspida Camin & Gorirossi, 1955）：2个下目
  - 單殖板亞目（Monogynaspida Camin & Gorirossi, 1955）：2个下目